# Bordighera
Bordighera ist eine italienische Gemeinde (comune) in der Provinz Imperia, Region Ligurien.

## Lage und Einwohner
Der Badeort Bordighera liegt knapp 40 km westlich von der Provinzhauptstadt Imperia entfernt an der Italienischen Riviera und grenzt östlich entlang der Küste an Ospedaletti, das daran anschließende Sanremo bildet den urbanen Mittelpunkt des Gebietes. Im Westen grenzt Bordighera an Vallecrosia und den Grenzort Ventimiglia, die zusammen eine städtebauliche Einheit bilden. Sie hat 10.213 Einwohner (Stand 31. Dezember 2023).
Bordighera gliedert sich in zwei Stadtteile: Die Altstadt und den neueren Teil aus dem 19. und 20. Jahrhundert. Die historische Altstadt liegt im Osten Bordigheras auf einem 46 m hohen Hügel, dem Capo San Ampelio (Kap Ampelio). Die Neustadt zieht sich entlang der Küste von der Altstadt bis zur Nervia-Mündung im Westen. Bordighera hat ein besonderes Mikroklima mit milderen Sommern und wärmeren Wintern bei relativ niedriger Luftfeuchtigkeit.

## Geschichte

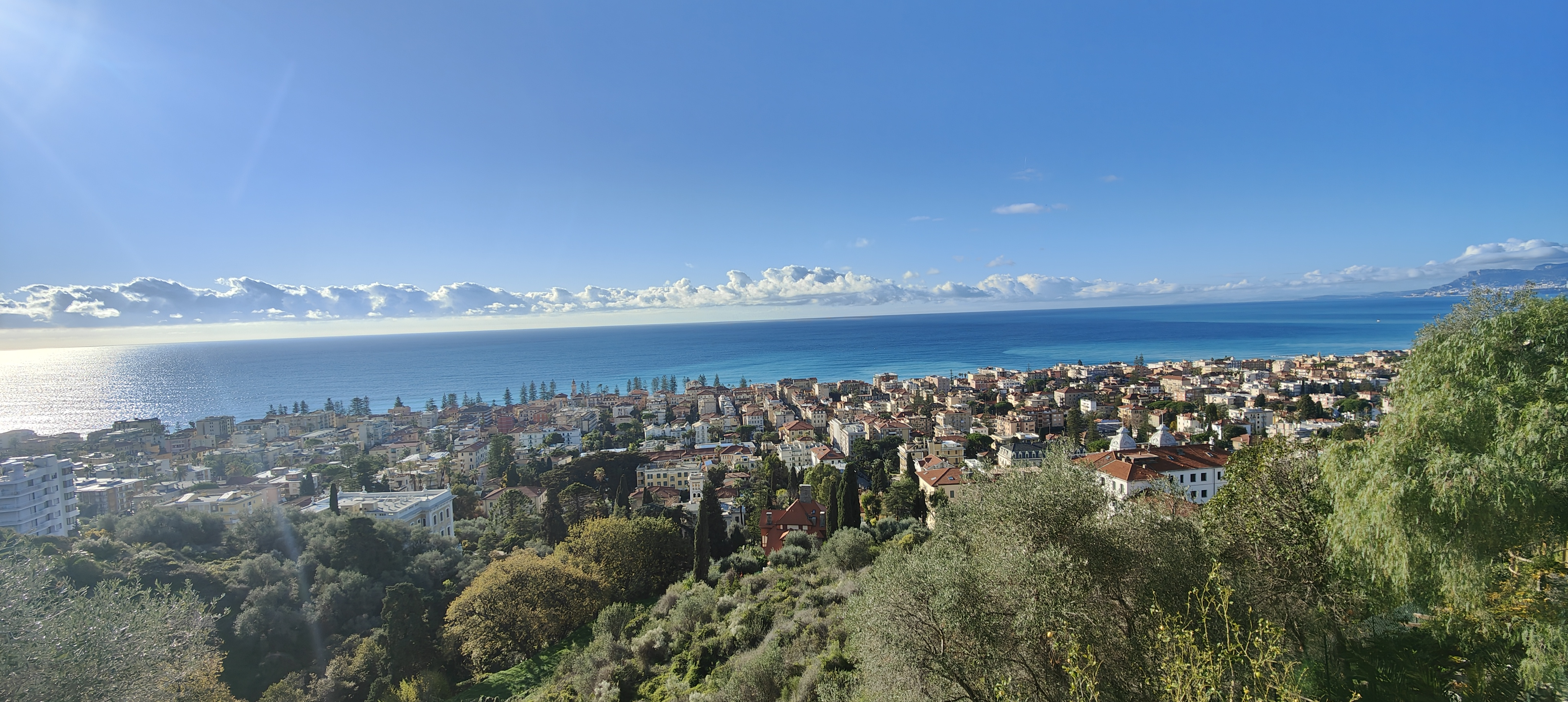
Panorama

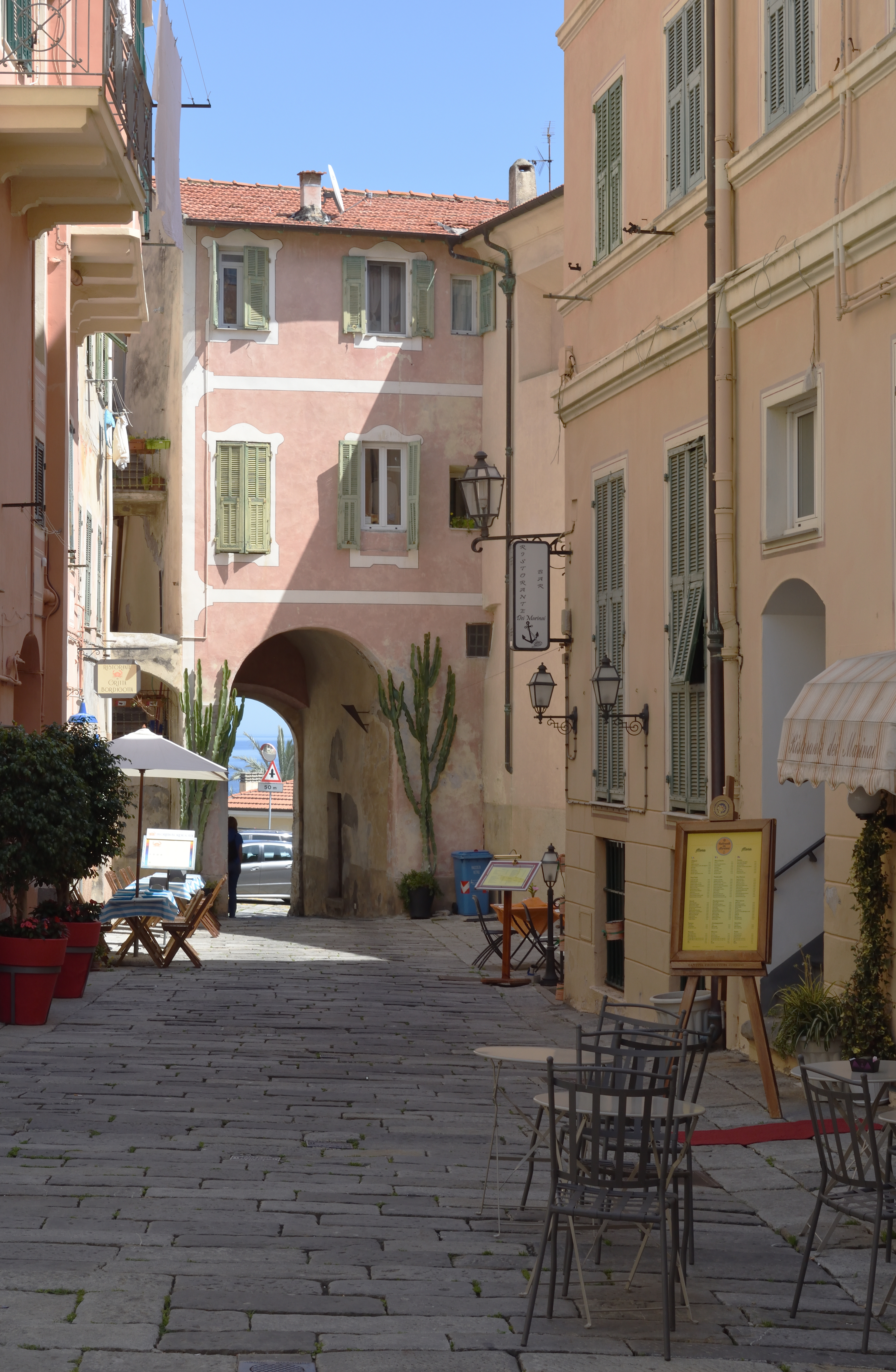
Mittags in der Altstadt

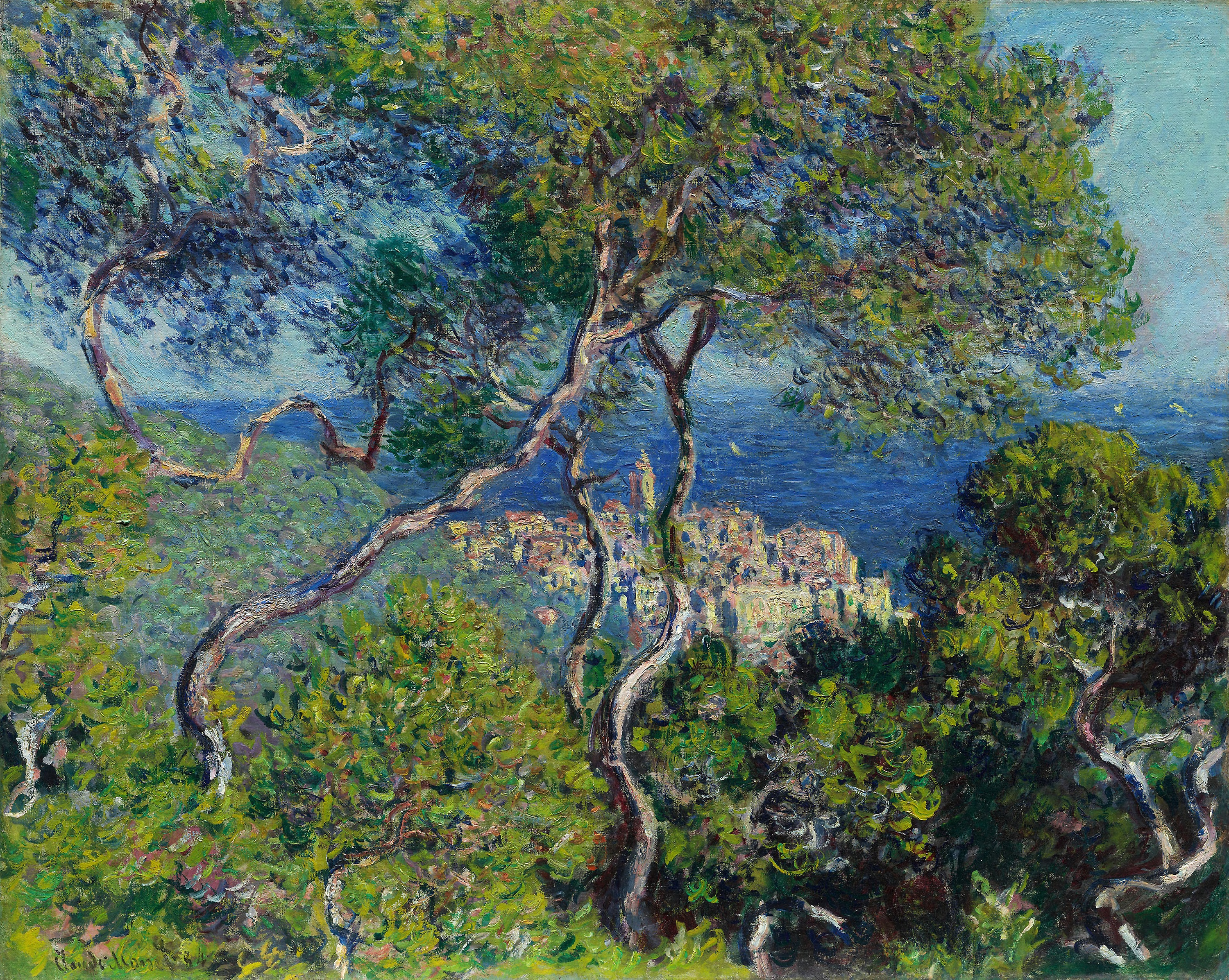
Claude Monet: Bordighera (1884)

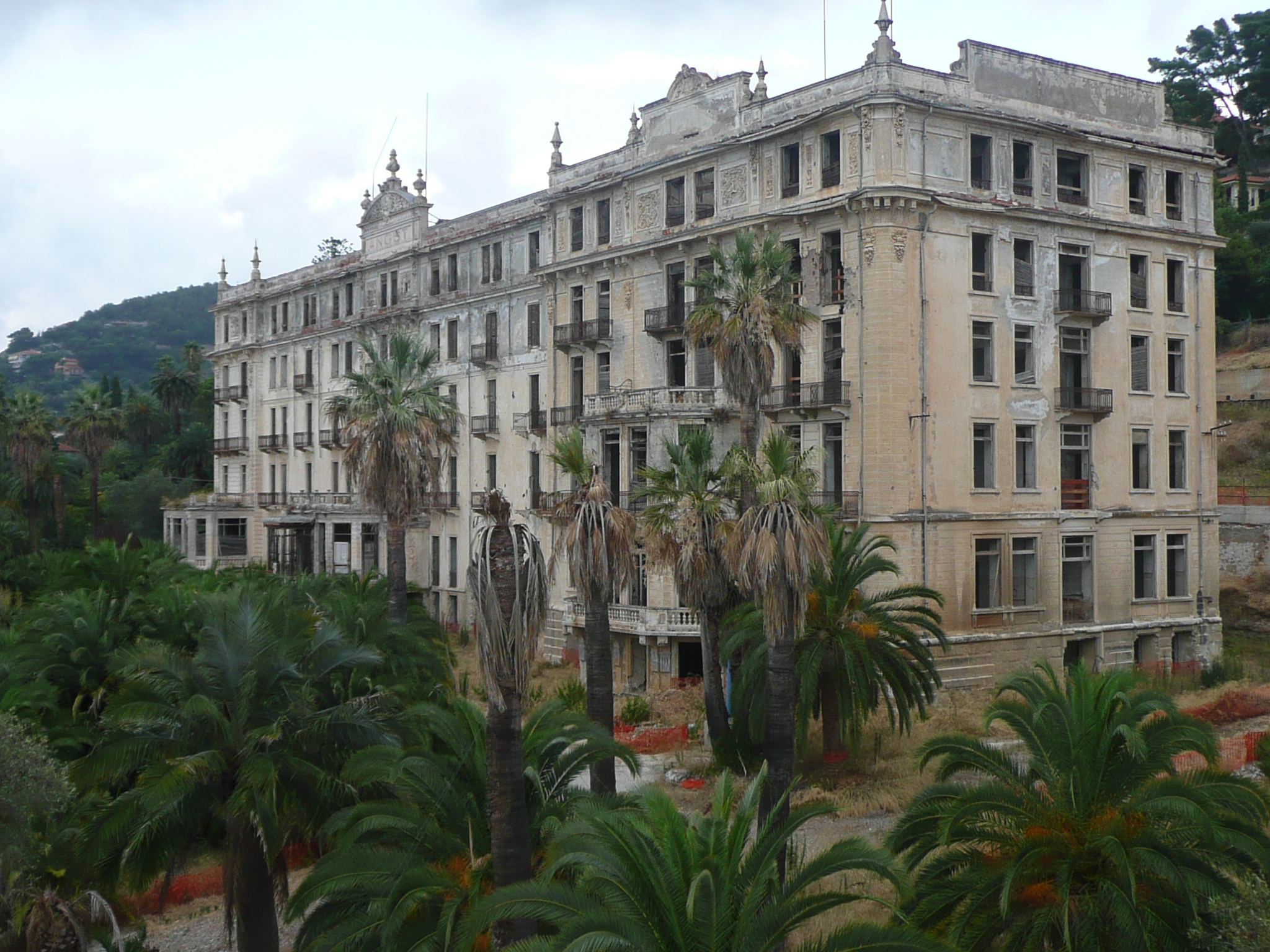
Das verlassene Hotel Angst (2013)

### Vorgeschichte und Gründung
Es ist bekannt, dass bereits im 5. Jahrhundert vor Christus ligurische Stämme auf dem heutigen Stadtgebiet siedelten. Im Jahre 411 soll der Eremit Ampelio, der von Ägypten kam, hier Dattelpalmen gepflanzt haben. Im Jahre 1340 beginnt die Geschichte der Stadt Bordighera, da sie als „Villa Burdighete“ erstmals als kleine Ansiedlung belegt ist. Diese Ansiedlung muss wohl später wieder aufgegeben worden sein.
Am 2. September 1470 wurde in einer Versammlung von 32 Familien aus „Castrum Sancti Nicolai“ („Borghetto San Nicolo“ war ein früheres Dorf, welches heute ein Stadtteil von Bordighera ist) der Entschluss gefasst, den Ort auf dem Hügel oberhalb der Kirche am Kap Ampelio wieder zu errichten.

### Frühe Neuzeit
Am 20. April 1686 gründen acht Dörfer – darunter auch Bordighera – eine „Freie Acht-Dörfer-Republik“, die bis zur napoleonischen Zeit bestand. Später gehörte Bordighera zur Demokratischen Republik Ligurien und diese wurde als Folge des Wiener Kongresses an das Königreich Sardinien angegliedert.

### Entstehung des Tourismus
Durch den romantischen Liebesroman Il Dottor Antonio von Giovanni Ruffini, der in San Remo und Bordighera spielt und 1855 erstmals in Edinburgh erschien, wurde der Ort in ganz England bekannt. Dies löste eine Reisewelle an die italienische Riviera insbesondere aus England, aber auch aus Frankreich, Russland, Deutschland und Österreich nach Bordighera und San Remo aus. Der Strom der Touristen wurde durch den Bau der Eisenbahn im Jahre 1872 verstärkt. Damals gab es hauptsächlich den Wintertourismus, das heißt die Touristen kamen im Herbst und blieben bis zum Frühling des nächsten Jahres. Zu manchen Zeiten waren mehr Engländer als Einheimische im Ort. Claude Monet malte 1884 die Strada Romana.

### 20. Jahrhundert
1941 trafen sich in Bordighera die Diktatoren Italiens und Spaniens, Benito Mussolini und Francisco Franco sowie der spanische Außenminister Ramón Serrano Súñer. Im Vorjahr hatte Mussolinis Verbündeter Hitler auf der Konferenz von Hendaye vergeblich versucht, das franquistische Spanien zum Kriegseintritt auf der Seite der Achsenmächte zu bewegen. Es wird vermutet, dass Mussolini dagegen Franco in Bordighera darin bestärkte, sich aus dem Zweiten Weltkrieg herauszuhalten, weil er den Verlust der italienischen Machtstellung im Mittelmeerraum befürchtete. Ort ihres Treffens war die Villa Margherita.

## Partnerstädte
- Villefranche-sur-Mer, Frankreich, seit 1956
- Neckarsulm, Deutschland, seit 1963[4]

## Kultur und Sehenswürdigkeiten

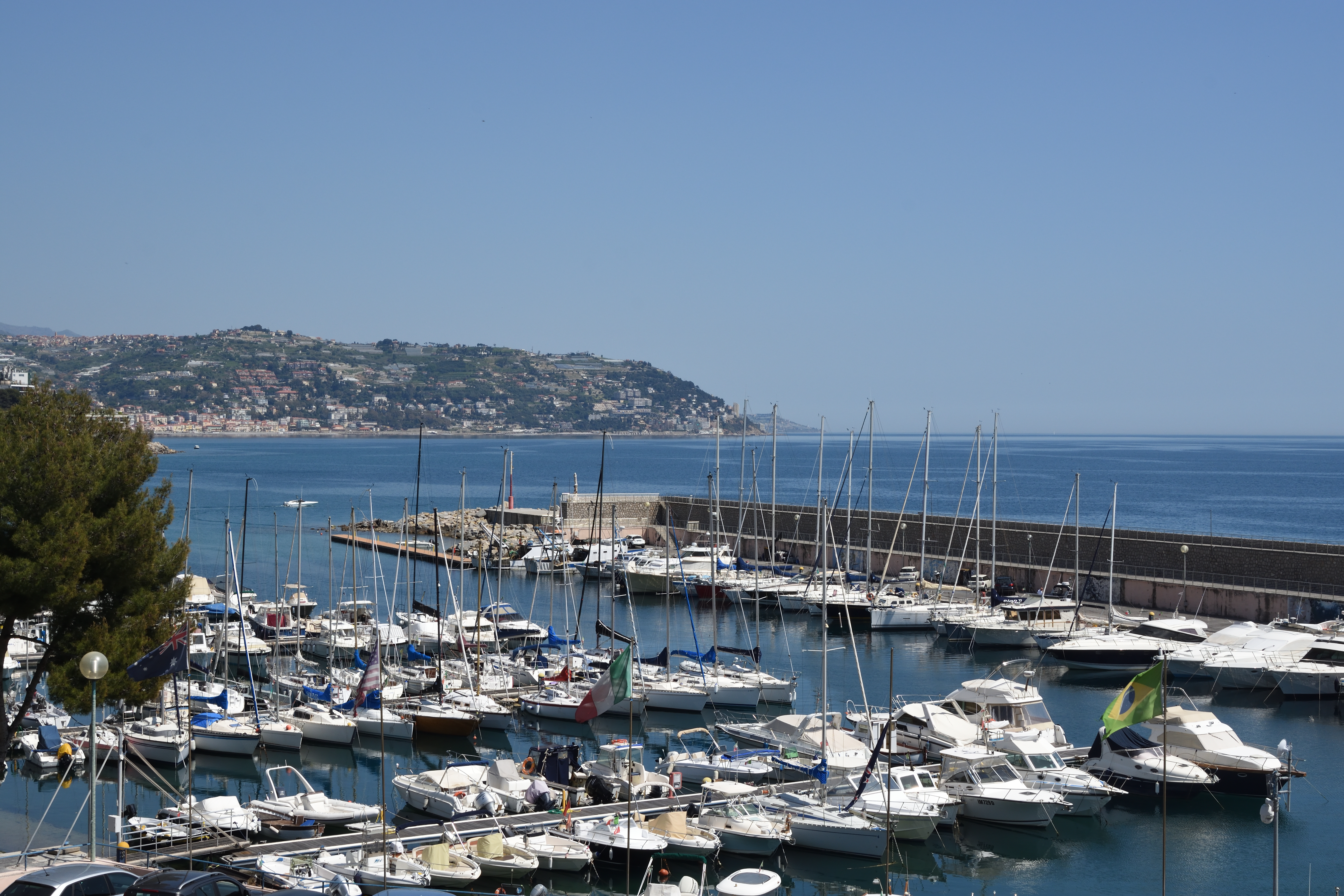
Blick zum kleinen Hafen von der Via Romana aus

Bordighera wird von Reisenden, Malern und Dichtern vor allem wegen seiner reichhaltigen mediterranen Flora als Ort von ausnehmender Schönheit beschrieben. So zählte der Botaniker Gerolamo Molinari 1869 rund 12.000 Palmen, 36.000 Zitronen- und Apfelsinenbäume und ca. 50.000 Olivenbäume. Außerdem gibt es hier Eukalyptusbäume, Myrten, Mimosen, Agaven, Oleander und neben einer Vielzahl verschiedener Kakteen auch andere exotische Pflanzenarten. Insbesondere die farben- und duftintensive Pflanzenwelt haben berühmte Persönlichkeiten wie zum Beispiel den englischen Schriftsteller Charles Dickens und den französischen Maler Claude Monet beeindruckt.

### Die Altstadt

Alt-Bordighera, Gasse mit Bögen. Historisches Bild von Leo Wehrli (1931)

In der malerischen Altstadt sind vor allem die drei Stadttore – im Süden die Porta del Capo (17. Jahrhundert), im Osten die Porta della Maddalena (Umbau 1780) und im Westen die Porta Sottana (15. Jahrhundert) – und Reste der Stadtmauer sehenswert. Durch verwinkelte Gassen erreicht man die Piazza del Popolo mit der Pfarrkirche Santa Maria Maddalena (von 1617, umgebaut 1886). Erwähnenswert ist noch das Rathaus, das Charles Garnier 1870 in einem dem Barock ähnlichen Stil erbaut hat. Am Capo San Ampelio, am östlichen Ortseingang unterhalb der Altstadt, erinnert eine kleine Kapelle an den Heiligen Ampelio – den Einsiedler, der den Samen der Dattelpalme aus Ägypten hierher gebracht haben soll.

### Die Neustadt
Die Neustadt besteht hauptsächlich aus Hotels, Jugendstilvillen mit schönen Gärten und einer langgezogenen und schönen Seepromenade. Erwähnenswert ist das Museum Bicknell (gegründet 1888), welches heute zugleich Sitz des „Internationalen Instituts für ligurische Studien“ ist (gegründet 1938). Clarence Bicknell (1842–1918) war ein englischer Naturforscher, Archäologe, Botaniker, Mathematiker und protestantischer Pastor. Im Museum Bicknell befinden sich weit mehr als 50.000 Bände, Karten und etwa 12.000 Felszeichnungen, die Bicknell an den Hängen des Mont Bégo im Vallée des Merveilles (Tal der Wunder) entdeckt und abgezeichnet hatte. Die Stadt verdankt Bicknell auch die Gründung der Stadtbibliothek im Jahre 1883. Diese Bibliothek besitzt ca. 70.000 Bände, von denen etwa 22.000 aus einer englischen Stiftung stammen. Am östlichen Rand der Neustadt kann ein britischer Zivil- und Soldatenfriedhof besucht werden, auf dem auch einige österreichisch-ungarische Gefallene aus dem Ersten Weltkrieg beerdigt sind.

## Wirtschaft
Die Stadt lebt hauptsächlich vom Tourismus. Außerdem hat Bordighera seit 1586 das Privileg, kunstvoll geflochtene Palmenwedel, die Palmurelli, für die Palmsonntags-Prozession an den Vatikan nach Rom liefern zu dürfen.

## Roman
- Giovanni Domenico Ruffini: Doctor Antonio (1855) (in Italien 1937 von Enrico Guazzoni verfilmt und 1954 vierteilig fürs Fernsehen verfilmt).
- John von Düffel: Hotel Angst. Novelle, DuMont Verlag, Köln 2006, ISBN 978-3-8321-9581-6.

## Persönlichkeiten
- Tyra Caterina Grant (* 2008), US-amerikanische Tennisspielerin